# Michel Péguri
Pour les articles homonymes, voir Péguri.
Michel Angel Péguri, né le 26 mai 1884 à Turin et mort le 5 août 1958 à Paris 10e, est un accordéoniste, luthier et compositeur français. Second fils de Félix Péguri, avec entre autres ses frères Charles et Louis, il fait partie de la première génération d'accordéonistes à promouvoir l'accordéon en tant qu'instrument de musique à part entière. Il est particulièrement reconnu comme un artiste brillant, un compositeur prolifique, ainsi qu'un fabricant et un artisan particulièrement apprécié pour son accordage.
Il travaille d'abord comme maçon chez son oncle Joseph à Nogent, et se produit parallèlement au bal de la Montagne Sainte-Geneviève en compagnie d'Émile Vacher.
Avec son orchestre, il travaille avec Fréhel en 1926.
D'un tempérament particulièrement névrosé, extrêmement timide, rêveur, complexé malgré ses compétences, il finit par abandonner la pratique de l'accordéon, puis de toute activité en général. « Donnant tout à son entourage, ne sachant rien garder pour lui, il a confondu une humanité qui ne lui a rien rendu, avec ses petits amis à plumes qui lui ont donné une Aubade d'Oiseaux qui fit son nom et qui, mieux, aurait pu faire sa fortune. »
Michel Péguri n'a jamais voulu s'enregistrer à la SACEM, se privant ainsi financièrement du succès de ses œuvres. Il se suicide en 1958 en sautant du cinquième étage de son appartement rue du Faubourg-Saint-Martin.
Avec son frère Louis, il est commémoré dans les cartes à échanger N° 19  « les As du Musette » du dessinateur Robert Crumb.
Ses œuvres essentiellement de style musette sont de nos jours encore des références : Aubade d'Oiseaux (valse écrite avec L. Michaud)) ; Tourbillon (valse) ; Entraînante (valse) ; Feux Follets (valse); Reine de Musette (valse) ; Bourrasque (valse) ; Martelette (polka, écrite avec Jean Peyronnin) ; Mignonette (valse) ; Flore Tyrolienne (valse) ; Amoureuse Rencontre (valse) ; Rossignol et Pinson (polka écrite avec son frère Louis) ; Tentation (valse écrite avec Belliard et P. Brébant) ; Le Petit Bal du Milieu (java écrite avec Emile Vacher, Braval et Deroger) ; Enivrante (valse) ; Bourrasque (valse, écrite avec Jean Peyronnin) ; Fantaisie (polka, écrite avec Jean Peyronnin) ; Gracieuse (valse, écrite avec Jean Peyronnin) ; Souvenir de Parme (valse, écrite avec Jean Peyronnin).

## Sources
- Louis Péguri et Jean Mag, Du bouge... au conservatoire : roman de l'accordéon et de l'art musical populaire, éd World Press, 1950.
- Roland Manoury et André Clergeat, La belle histoire de l'accordéon, éd. Habana / JMB, 2002  (EAN 356-5-38112-000-8).